# Río Guidam
El río Guidam (en ruso: Гидам) es un río del Gran Cáucaso en el distrito de Karacháyevsk de la república de Karacháyevo-Cherkesia del sur de Rusia. Es un afluente del Teberdá, que desemboca en el río Kubán.

## Curso
El río nace en la vertiente oriental del pico Kinguir Chad (3543 m), con el Orta Guidam (3252 m) y el Achjistabarashi al norte y al sur de su cabecera, respectivamente. Su curso de 14.5 km discurre por un alto valle de montaña en dirección nordeste hasta llegar a la orilla izquierda del Teberdá en Vérjniaya Teberdá, tras cruzar la carretera militar de Sujumi. En su curso bajo recibe al Agur por la orilla izquierda.

## Historia
La expedición de K. M. Petrelevich en la década de 1940 descubrió en el valle del Guidam una antigua fortaleza de mampostería de piedra caliza. La fortaleza estaba situada a cinco kilómetros de la desembocadura del desfiladero del río. Cerca de Vérjniaya Teberdá, se encontraron tres losas de piedra con imágenes: restos de criptas elevadas en forma de dolmen. La expedición bajo el liderazgo de J. J. Bidzhiyev examinó los yacimientos ubicados en el río. En el curso superior halló un asentamiento y un cementerio. La superficie del asentamiento es de 2,5 ha, se hallaron restos de construcciones de piedra de formas cuadrangulares y redondas, así como grandes construcciones para el ganado. Los restos de cerámica se remontaban a los siglos IV-VII. Se encontró una punta de flecha de hierro de los siglos VI-VII. En tumbas ovaladas marcadas en la superficie con piedras se encontraron restos de cadáveres. 
En 1978 se examinó un asentamiento medieval situado en un promontorio junto al río. Sus dimensiones son 600 m x 100 m, el espesor de la capa cultural es de 0,5-0,6 m. De este asentamiento proceden fragmentos de vasijas de arcilla, cuentas de cristal de roca y otros utensilios. En el territorio del asentamiento hay restos de muros de piedra. En la margen izquierda del río, frente al asentamiento, hay un cementerio. Se investigó más a fondo una cripta semisubterránea, un pozo rectangular cuyas paredes estaban revestidas de piedras. Había cuatro esqueletos en la tumba, uno con signos de quemado. En la cripta se encontraron una jarra gris pulida con desagüe, un hacha de dos hojas, una azada, placas de bronce, un torques y un brazalete. El entierro se remonta a los siglos VIII-IX. En la garganta del río, a una distancia de 4,5-5 km dela desembocadura, se descubrió toda una serie de edificios de piedra de forma redonda, aparentemente corrales para el ganado, en los que se recogieron fragmentos de cerámica medieval.